# 디설포스포로시누스
디설포스포로시누스(Desulfosporosinus)는 토양에서 자주 발견되는 황산환원균(en:Sulfate-reducing bacteria)에 속하는 세균(bacteria)을 말한다.

## 방사능 제거
산소가 희박한 땅속에 사는 디설포스포로시누스는 황이나 철에 전자를 전달하는 과정에서 에너지를 얻는다. 디설포스포로시누스가 구리를 만나면, 구리 이온으로 바꾼다. 방사성 요오드와 구리 이온이 결합하면 방사능이 없는 안정된 광물이 된다. 이승엽 한국원자력연구원 책임연구원은 "물에 포함된 방사성 요오드의 99%를 방사능 없는 광물로 바꿀 수 있다"고 말한다.
요오드의 알려진 동위 원소는 모두 37개 핵종으로, 그 중에서 요오드-127만이 안정 동위 원소이며, 나머지는 모두 방사성 동위 원소이다. 아이오딘-131은 갑상샘암을 일으킨다.